# La Mudarra
La Mudarra – gmina w Hiszpanii, w prowincji Valladolid, w Kastylii i León, o powierzchni 19,07 km². W 2011 roku gmina liczyła 179 mieszkańców.